# Nòvhorod-Síverski
Nòvhorod-Síverski (en ucraïnès: Новгород-Сіверський, romanitzat: Nóvhorod-Síverski; en rus: Новгород-Северский, romanitzat: Nóvgorod-Séverski) és una ciutat històrica de l'óblast de Txerníhiv a Ucraïna. És la capital de la regió històrica de Sevèria. És el centre administratiu del municipi homònim, i està situada a la vora del riu Desnà, a 330 km de Kíiv i a 45 km al sud de la frontera russa.
Té una superfície d'11,8 km² i la seva població estimada de l'any 2020 era de 12.862 habitants.

## Història
La fundació de la ciutat va tenir lloc l'any 989, i el primer esment a les cròniques de la ciutat és de 1044. Des de 1098 era capital del Principat de Nóvgorod-Síverski, que va servir com una zona d'amortiment contra les incursions dels cumans (pólovtsy) i altres pobles de l'estepa. Una de les nombroses campanyes dels prínceps locals contra els cumans va donar lloc a la gran obra de la literatura oriental eslava, el Conte de la campanya d'Ígor.
Després de la destrucció de la ciutat pels mongols el 1239, el Principat de Nóvgorod-Síverski va passar als prínceps de Briansk i posteriorment al Gran Ducat de Lituània. Va ser governada per Dymitr Korybut (Kaributas), fill d'Algirdas. Moscovia va obtenir el control de la regió després de la batalla del riu Vedrosha el 1503, però va haver de retornar-la-hi a la Mancomunitat de Polònia-Lituània en donar-se el Període Tumultuós. La localitat finalment va passar a les mans de Rússia després de la guerra rus-polonesa de 1654-1667. Va ser nomenada capital d'un naméstnichestvo o virregnat separat entre 1782 i 1797. A partir d'aquí la seva influència va anar declinant. Amb la fi de la Unió Soviètica va passar a ser part de l'estat ucraïnès.

## Demografia
| 1989  | 2001  | 2005  | 2007  |
| ----- | ----- | ----- | ----- |
| 15377 | 15175 | 14608 | 14371 |

## Arquitectura
El principal punt d'interès de la ciutat és l'antiga residència del metropolità de Txerníhiv, el monestir de la Transfiguració del Salvador. Està composta per una magnífica catedral neoclàssica construïda entre 1791 i 1796 concorde a dissenys de Giacomo Quarenghi, muralles de pedra del segle xvii, i altres dependències eclesiàstiques construïdes en el segle XVI. Altres punts d'interès són la catedral de l'Assumpció en estil barroc cosac, un arc de triomf de 1787, i l'església de fusta de Sant Nicolau, de 1760.

## Galeria

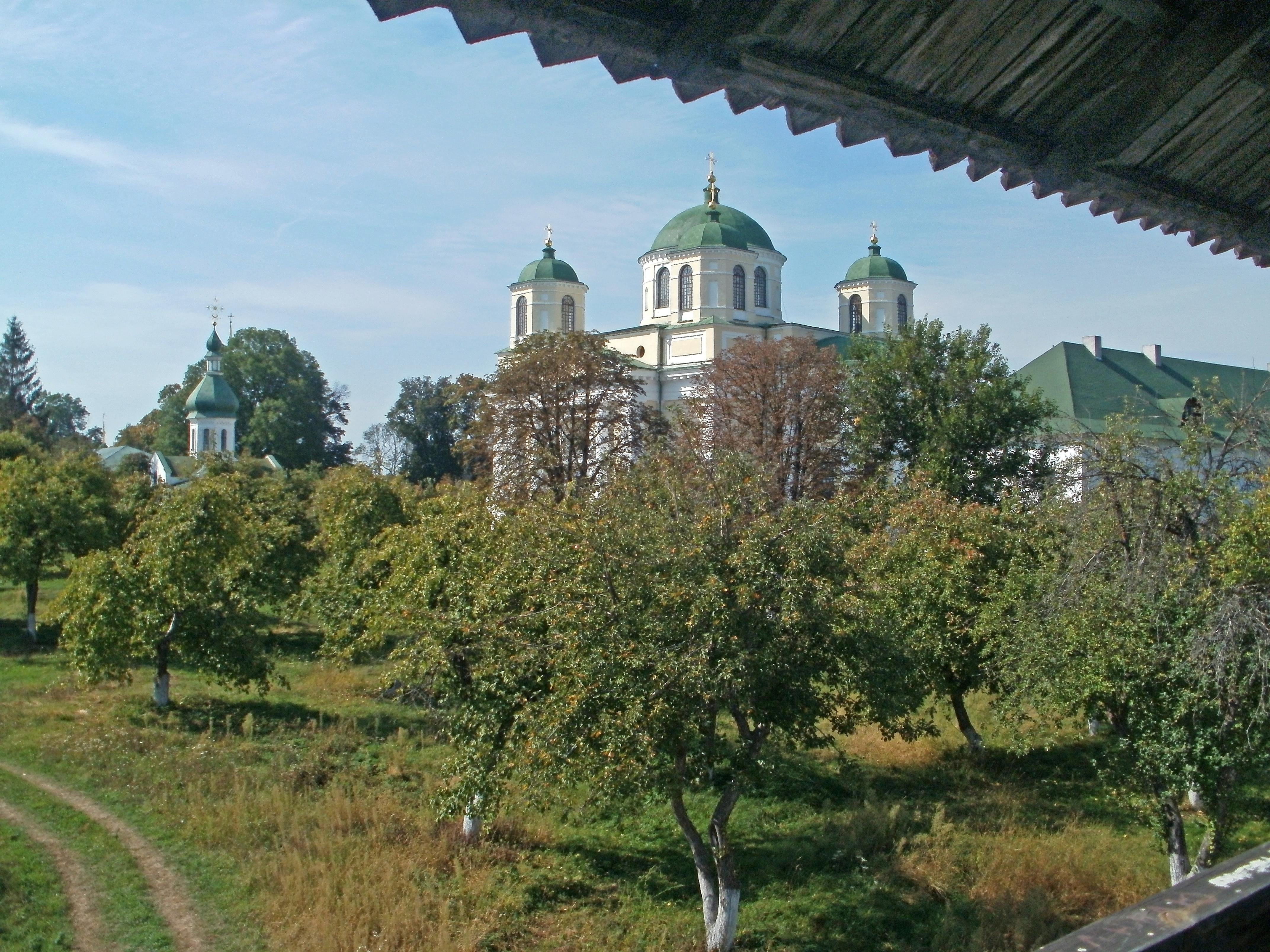
Monestir del Salvador i la Transfiguració. Vista des de les muralles del monestir
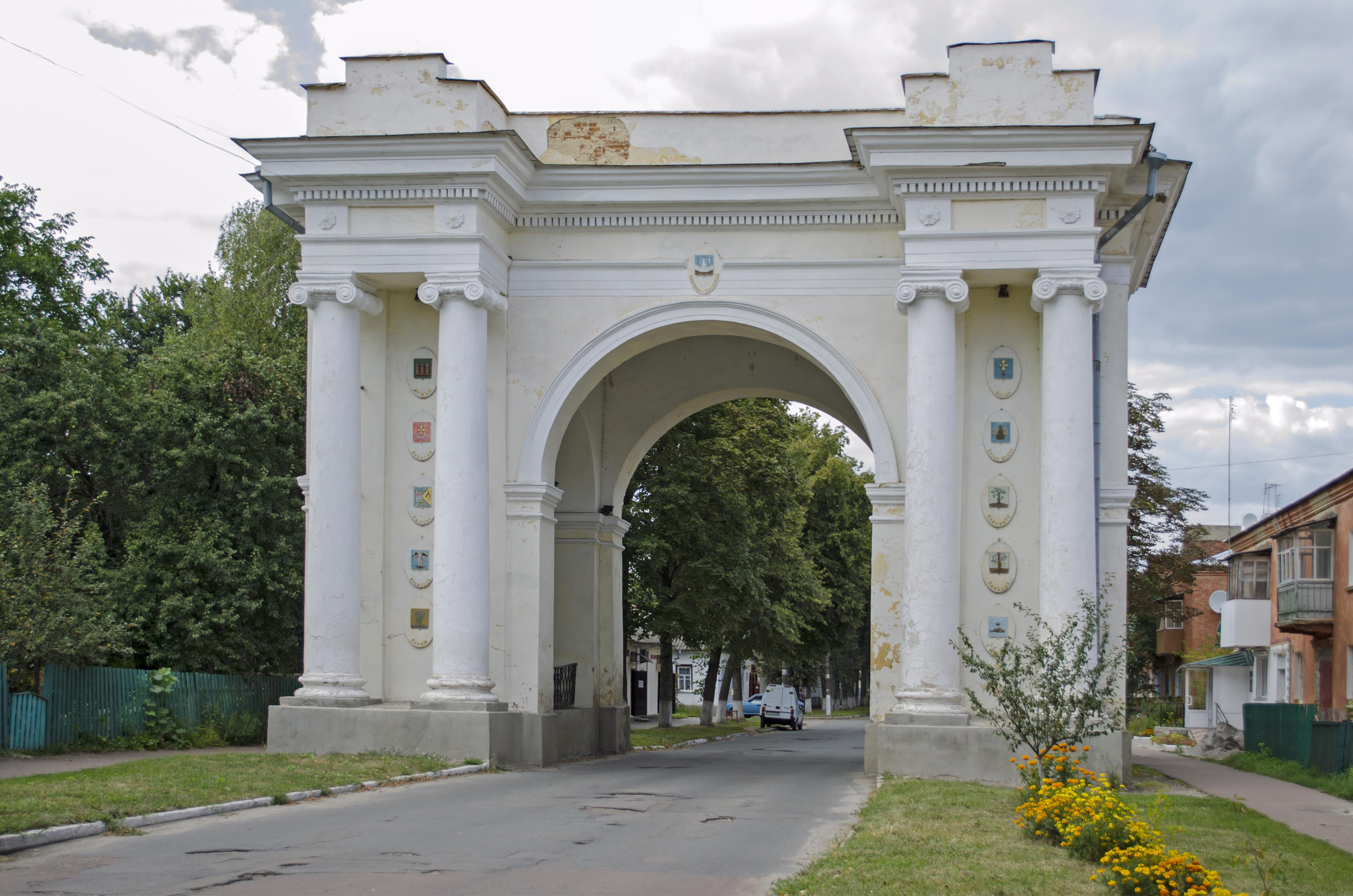
Porta triomfal
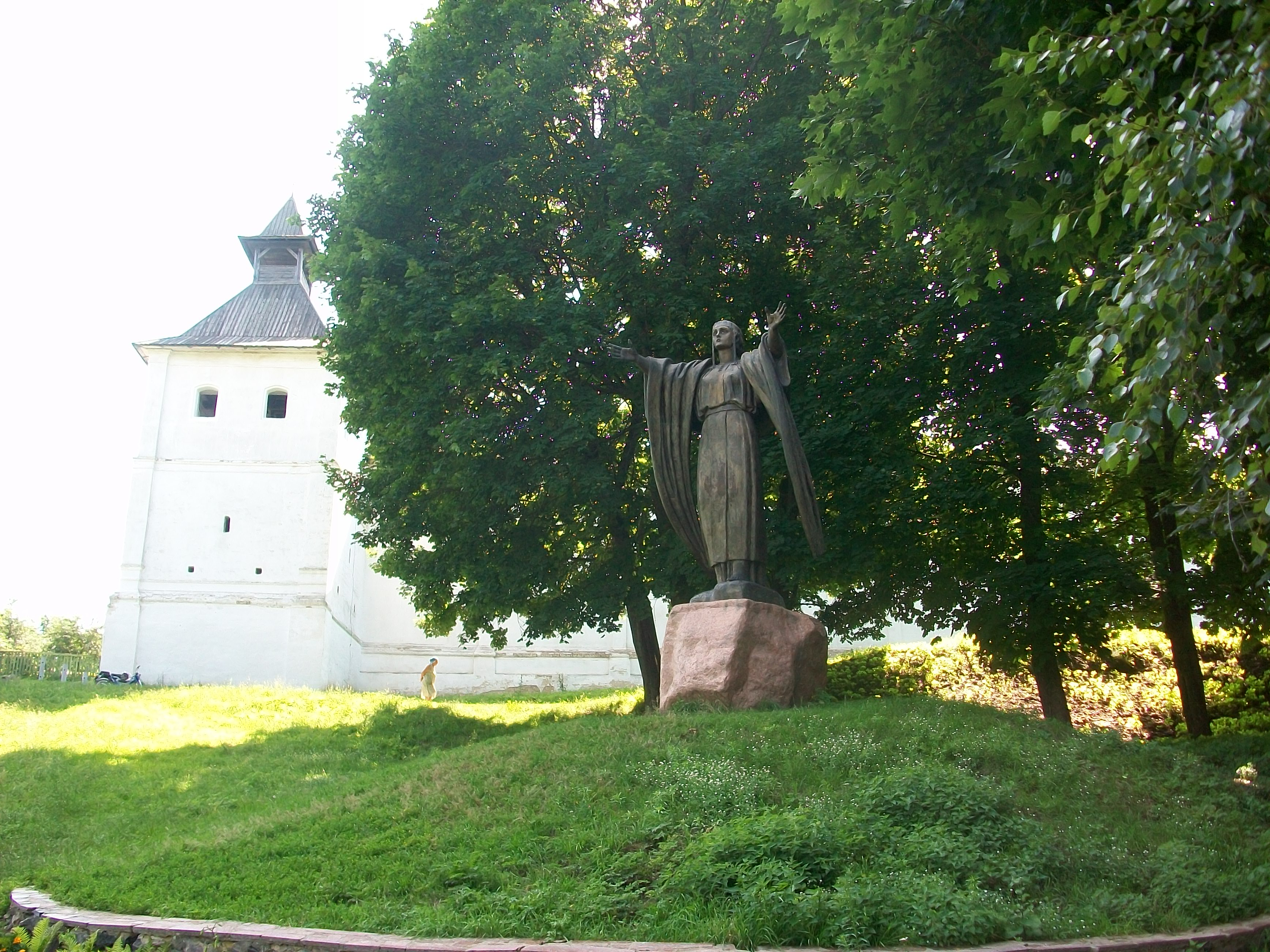
Monument a Yaroslavna (filla de Yaroslav Osmomisl) amb la ciutadella de la ciutat al fons
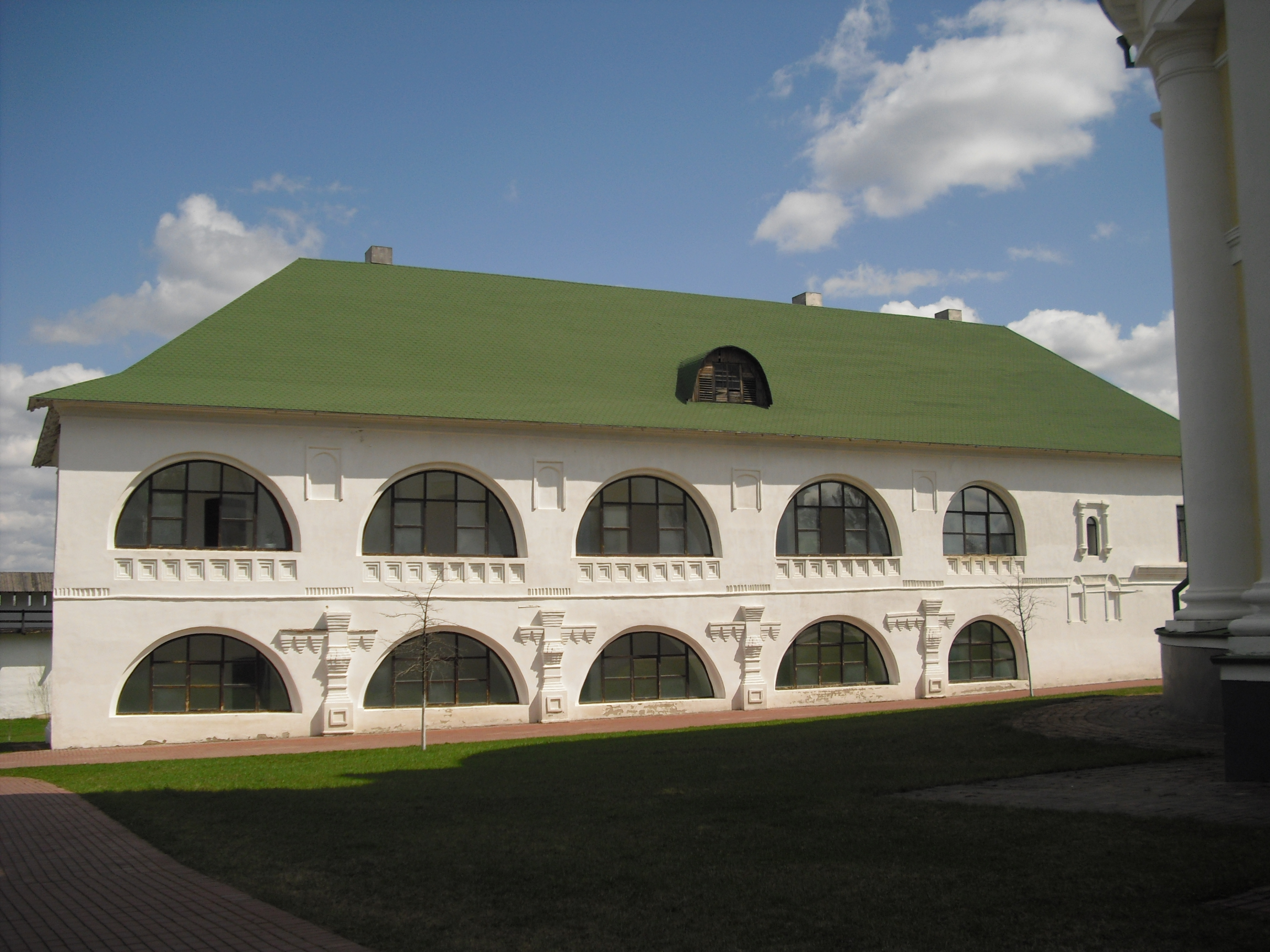
Un antic edifici del seminari.
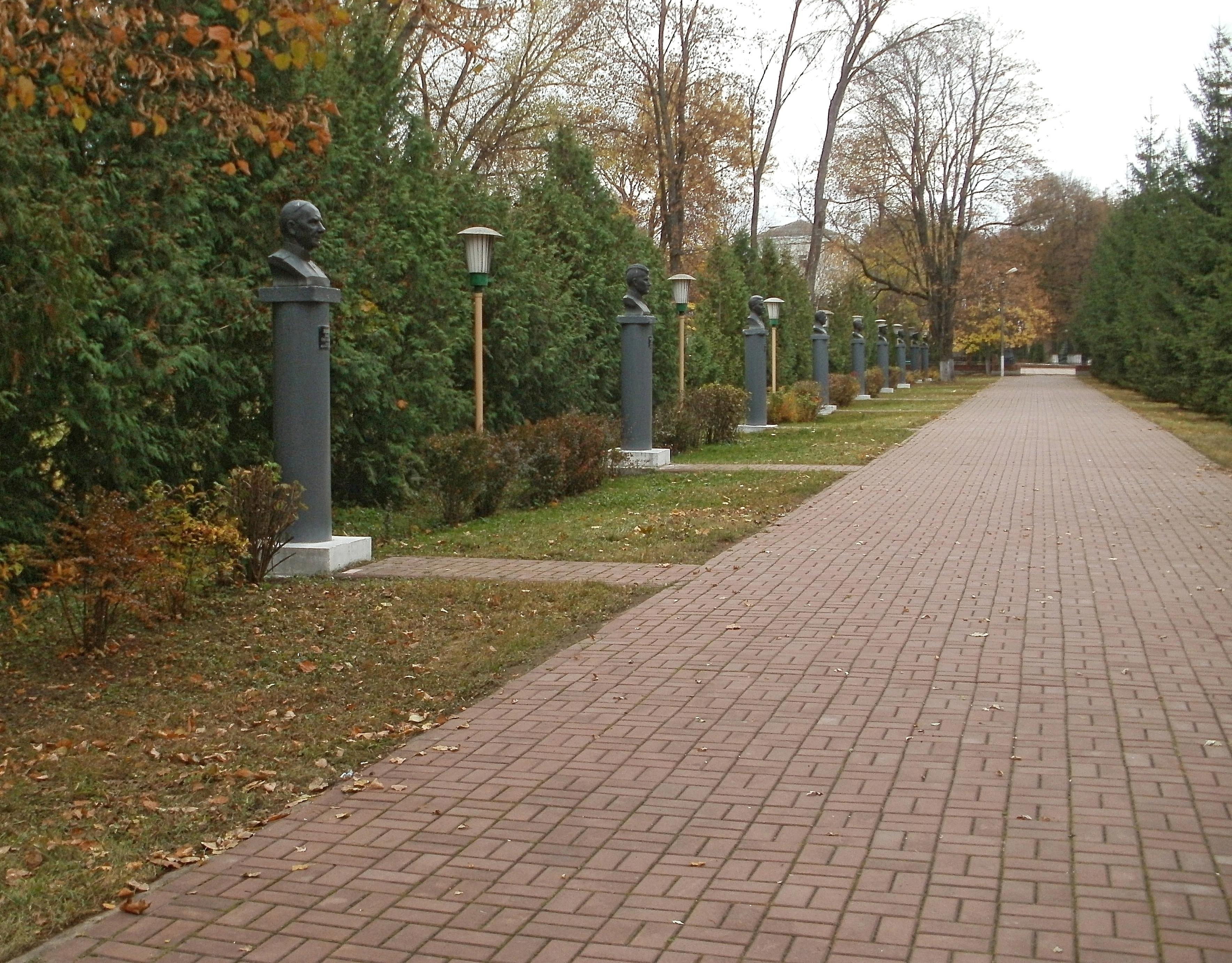
Avinguda dels Herois
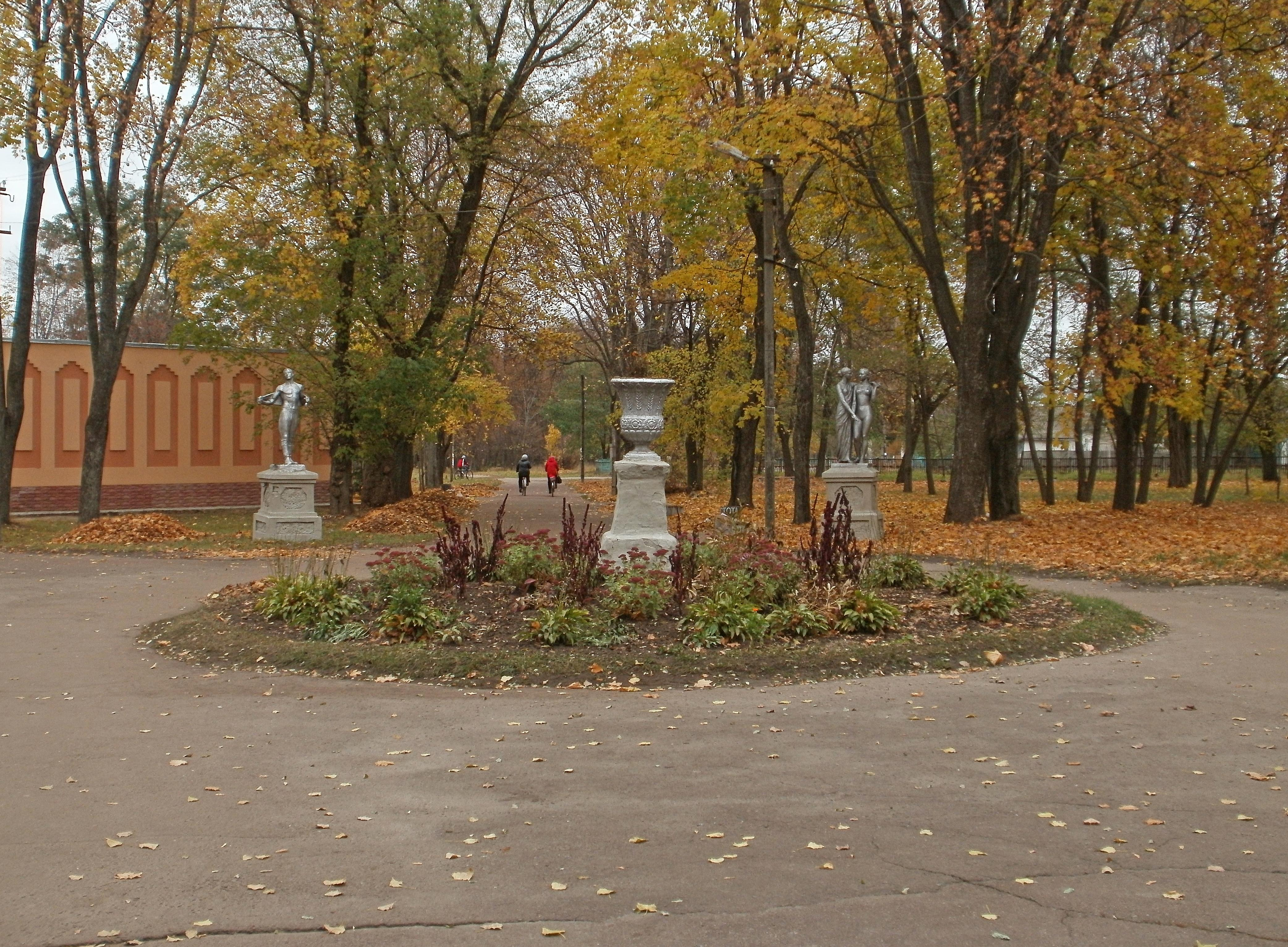
El parc de Tarás Shevchenko
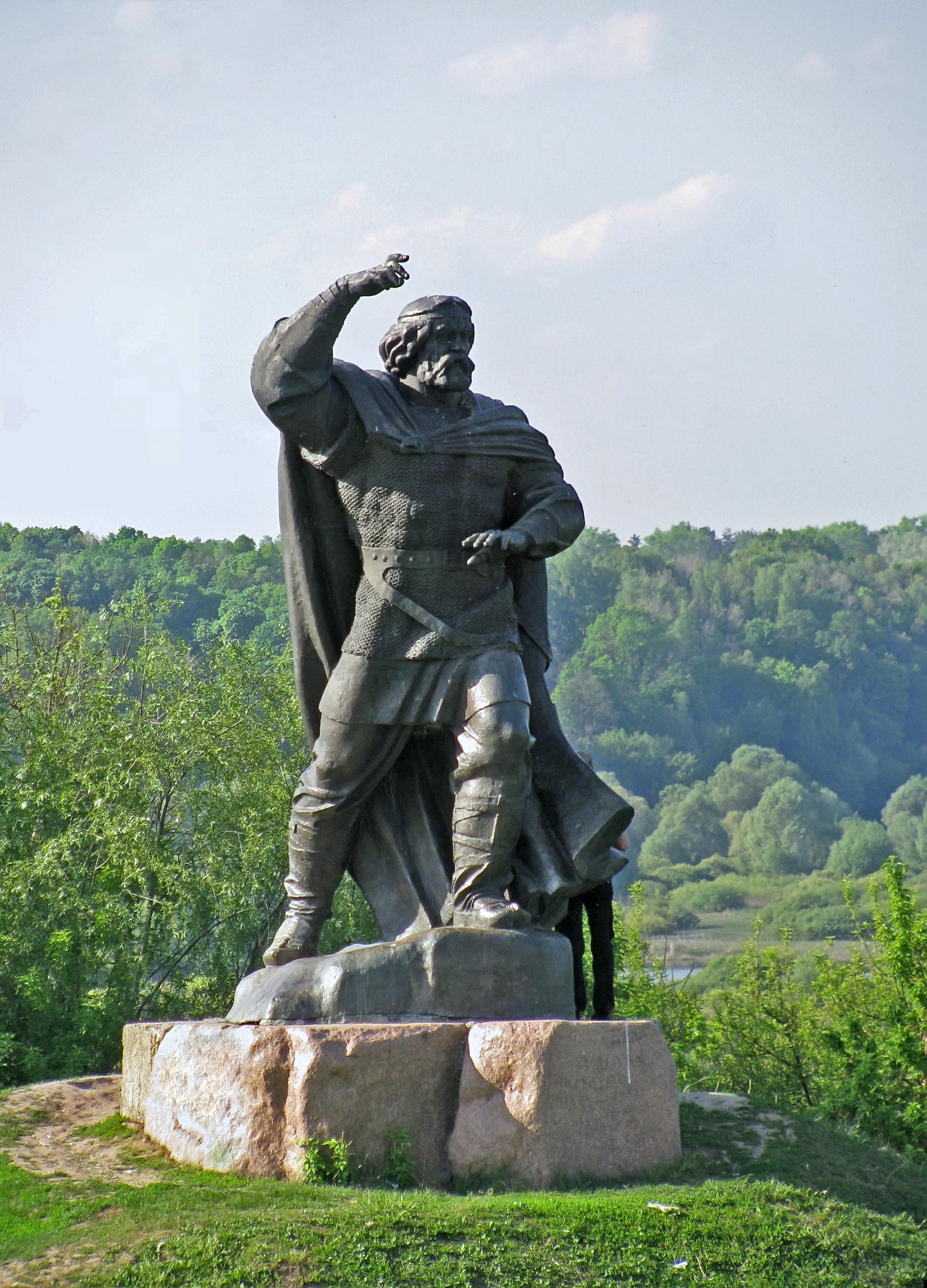
Monument a Boyán